# ایمل دیوانتناک
ایمل دیوانتناک (انگلیسی: Ishmel Demontagnac؛ زادهٔ ۱۵ ژوئن ۱۹۸۸) بازیکن فوتبال اهل بریتانیا است.
از باشگاه‌هایی که در آن بازی کرده‌است می‌توان به باشگاه فوتبال والسال، باشگاه فوتبال استوک‌پورت کانتی، باشگاه فوتبال نوتس کانتی، باشگاه فوتبال تاروک، باشگاه فوتبال بلکپول، باشگاه فوتبال چسترفیلد، و باشگاه فوتبال نورث‌همپتون تاون اشاره کرد.
وی همچنین در تیم‌های ملی فوتبال زیر ۱۸ سال انگلستان و زیر ۱۹ سال انگلستان بازی کرده‌است.